# Ognjičina
Ognjičina (lat. Lapsana), monotipski rod glavočika, dio podtribusa Crepidinae. Jedina vrsta je obična ognjičina, raslinja raširena po Euroaziji i sjeverozapadnoj Africi, a i u Hrvatskoj (Velebit). Postoji više podvrsta

## Podvrste
1. Lapsana communis subsp. adenophora (Boiss.) Rech.f., Hrvatska
2. Lapsana communis subsp. alpina (Boiss. & Balansa) P.D.Sell
3. Lapsana communis var. aurantia Yild.
4. Lapsana communis subsp. communis, Hrvatska
5. Lapsana communis subsp. grandiflora (M.Bieb.) P.D.Sell
6. Lapsana communis subsp. intermedia (M.Bieb.) Hayek, Hrvatska
7. Lapsana communis subsp. macrocarpa (Coss.) Nym.
8. Lapsana communis subsp. pinnatisecta (Sommier & Levier) Greuter
9. Lapsana communis subsp. pisidica (Boiss. & Heldr.) Rech.f.

## Galerija
- L. communis
- L. communis
- L. communis